# De Aar
De Aar è una città della provincia del Capo Settentrionale, in Sudafrica. Ha una popolazione di circa 45 857 abitanti.
È il secondo più importante nodo ferroviario del Paese (è situato sulla linea ferroviaria Città del Capo-Kimberley) ed ebbe un importante ruolo durante la seconda guerra boera. De Aar è anche un importante nodo commerciale per tutta l'area centrale del Grande Karoo. Tra le maggiori attività economiche si segnalano la produzione della lana e l'allevamento del bestiame. L'area è anche famosa per la caccia, a dispetto del suo clima arido.
La città sorse sul luogo della fattoria De Aar ("arteria", in riferimento alla sua falda acquifera). Le Cape Government Railways furono fondate nel 1872, e il tracciato scelto per la sua linea aveva lo scopo di collegare i campi diamantiferi di Kimberley a Città del Capo, passando attraverso De Aar. Nel 1881, data la sua posizione centrale, la località fu scelta quale sede del nodo fra la sua prima linea ferroviaria e le altre irradiantesi dal capo. La città prese a svilupparsi dal 1899. la municipalità fu istituita nel 1900 e il primo sindaco, Harry Baker, fu eletto nel 1907.